# Новрузов, Алескер Али Искендер оглы
Алескер Али Искендер оглы Новрузов (азерб. Novruzov Ələsgər Əli İskəndər oğlu; род. 1971) — судья Верховного суда Азербайджана.

## Биография
Родился в 1971 году. В 1997 году окончил юридический факультет Бакинского государственного университета.
С 1992 по 1993 год являлся секретарём судебного заседания Насиминского районного суда.
С 1997 по 2003 год являлся юристом Азербайджанского государственного университета культуры и искусств.
С 2003 по 2008 год являлся заместителем директора юридической компании «Azekspert».
С 2004 по 2008 год являлся адвокатом 12 юридической консультации г. Баку.
С 2008 по 2010 год являлся судьёй Джалилабадского районного суда.
С 2010 по 2018 год являлся судьёй Ширванского Апелляционного суда. С 2018 по 2020 год являлся заместителем председателя Ширванского Апелляционного суда.
Судья коллегии по уголовным делам Верховного суда Азербайджана (с 5 мая 2020).
С 2023 года член квалификационной комиссии адвокатов.

## Награды
- Медаль «Прогресс» (11 февраля 2023)[2]